# Saint-Joseph (Wein)

Eine Übersicht der einzelnen Appellationen des Weinbaugebiets Rhône. Zoom A zeigt die südlich gelegenen Appellationen bei Avignon und Zoom B stellt die nahe Lyon gelegenen Weinbaugebiete dar

Saint-Joseph ist das zweitgrößte Weinbaugebiet im nördlichen Teil des französischen Rhônetals. Das Gebiet der Appellation erstreckt sich über 60 Kilometer Länge am rechten Ufer der Rhone und umfasst 26 Gemeinden der Départements Ardèche und Loire: Andance, Ardoix, Arras-sur-Rhône, Champagne, Charnas, Châteaubourg, Félines, Glun, Guilherand-Granges, Lemps, Limony, Mauves, Ozon, Peyraud, Saint-Désirat, Saint-Étienne-de-Valoux, Saint-Jean-de-Muzols, Sarras, Sécheras, Serrières, Talencieux, Tournon-sur-Rhône, Vion, Chavanay, Malleval und Saint-Pierre-de-Bœuf. Im Jahr 2005 wurden auf 1082 ha Anbaufläche 39.171 hl Wein erzeugt, wovon über 90 % auf Rotwein entfielen.

## Boden und Klima
Der Unterboden der Weinberge besteht aus Granit, der zu feinem Lehm verwittert. Um die dünnen Bodenschichten vor dem Abrutschen zu sichern, wurden an vielen Stellen gemauerte Terrassen angelegt. Im zentralen Teil der Appellation besteht der Boden aus weicherem Gneis, dort sind aber viele Terrassen aufgelassen.
Im nördlichen Rhônetal mischen sich in das kontinentale Klima des Burgund und Lyonnais mediterrane Einflüsse aus dem Mündungsgebiet der Rhône. Der kühle und trockene Nordwind herrscht vor, warme Südwinde sind seltener und bringen dann zumeist Regen. Die Niederschlagsmengen liegen zwischen 700 und 800 mm pro Jahr. Die Sommer sind warm und trocken. Aufgrund der großen Nord-Süd-Ausdehnung des Gebietes ist das Klima allerdings nicht homogen, und Mikroklimate spielen eine große Rolle. Die Weinberge finden sich dort, wo eine maximale Sonneneinstrahlung mit dem Schutz vor kaltem Nordwind und Nebelbildung einhergeht. Eine Ausrichtung nach Süd-Südost ist hier ideal.

## Lagen und Weine

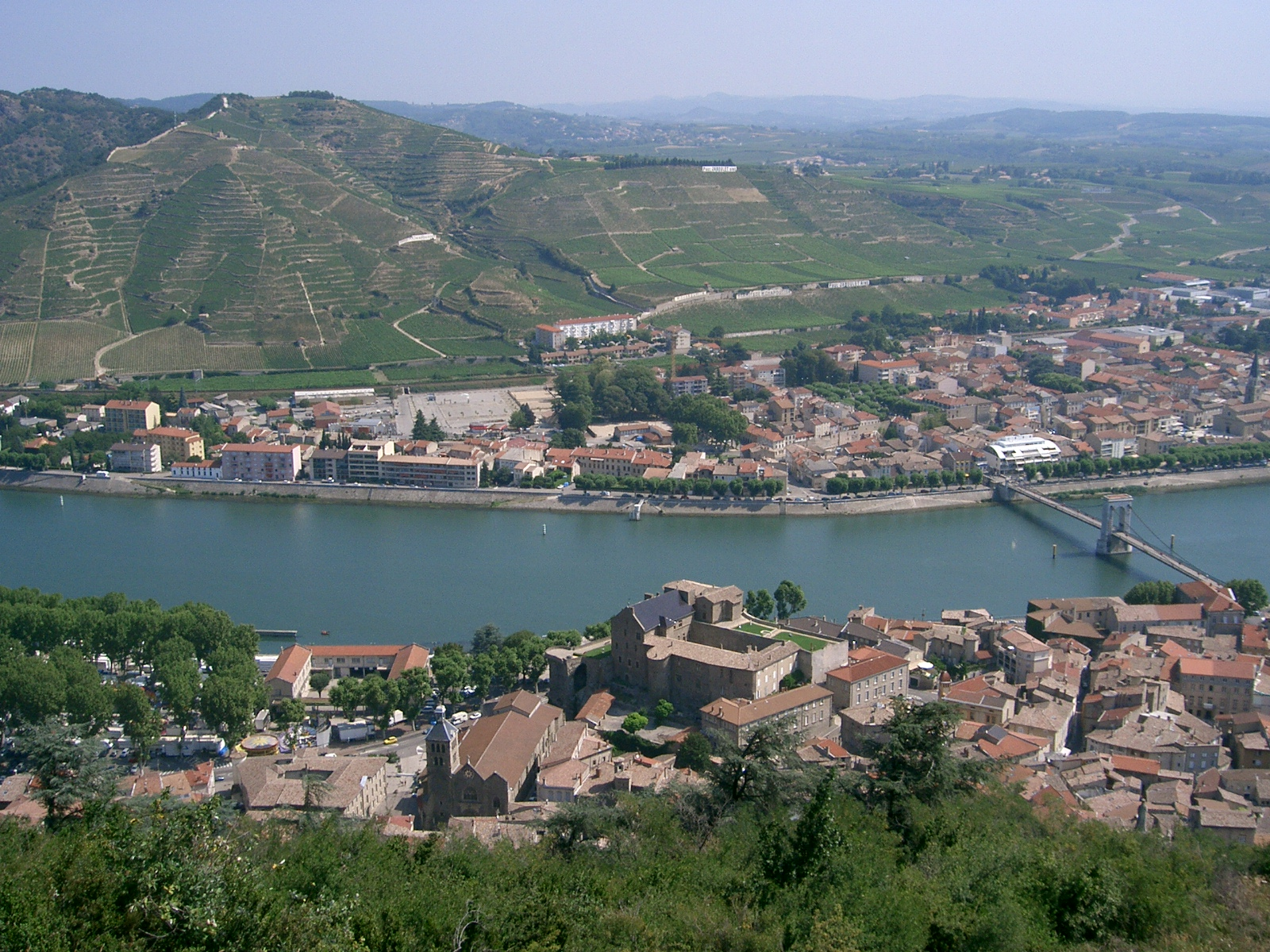
Blick von Tournon-sur-Rhône auf das benachbarte Weingebiet Hermitage

Den historischen Kern des Anbaugebietes bilden zwei Granithügel. Der eine reicht von der Lage „Saint-Joseph“ nördlich der Stadt Valence über Mauves bis Tournon, der zweite erstreckt sich weiter nördlich von „Sainte-Epine“ bis Saint-Jean-de-Muzols. Weitere Schwerpunkte bilden die Orte Sarras und Saint-Desirat. Im Norden des Gebietes mischen sich die Lagen von Saint-Joseph mit denen des Weißweines von Condrieu. Die Pflanzdichte muss mindestens 4.500 Stöcke je Hektar betragen, und der Basis-Ertrag liegt bei niedrigen 40 hl/ha.
Der weitaus größte Teil der Produktion entfällt auf Rotwein, für den als einzige Rebsorte die Syrah zugelassen ist. Ein Zusatz von bis zu 10 % Weißwein ist zulässig.
Die Trauben reifen an den Steillagen aufgrund der etwas niedrigeren Temperaturen später als in den im Tal gelegenen Weinbergen der Appellation Crozes-Hermitage. Daher entwickeln die Weine von Saint-Joseph eine besonders feine Frucht mit Noten roter und schwarzer Früchte. Das Gefüge ist als mittelschwer zu bezeichnen. Der Ausbau erfolgt zwar oft in Holzfässern, neue Barriques werden aber nur für besonders konzentrierte Cuvées, etwa aus alten Reben, verwendet. Solche Weine verbessern sich im Keller über mehr als 10 Jahre, die übrigen reifen schneller heran. Im Alter entwickeln sich an Lakritze oder Leder erinnernde Aromen.
Die Weißweine von Saint-Joseph stellen weniger als 10 % der Produktion. Zugelassen sind die Rebsorten Marsanne und Roussanne, wobei erstere wiederum 95 % des Anbaus repräsentiert. Sie werden bevorzugt auf den kalkhaltigen Böden im äußersten Süden des Gebietes angebaut. Sie sollten jünger konsumiert werden. In ihrem Aromenspektrum dominieren Blütennoten wie Akazie.
Es gibt über 131 unabhängige Winzer sowie mehrere Genossenschaften (5) (Sarras, Saint-Désirat, Tain l’Hermitage). Daneben spielen die großen Handelshäuser des Rhônetals eine wichtige Rolle.

## Geschichte
An den steilen Hängen des nördlichen Rhônetals wurde schon in der römischen Zeit Wein angebaut. Im Mittelalter waren die zwischen den Orten Mauves und Tournon angebauten Gewächse als „Weine von Mauves“ hoch angesehen und auch an der Tafel der französischen Könige zu finden. Ludwig XII. ließ sich dort sogar einen eigenen eingefriedeten Weinberg (Clos) anlegen. Später gerieten sie aber in den Schatten der berühmteren Weine von Hermitage und Côte-Rôtie. So wurde die Appellation Saint-Joseph erst am 15. Juni 1956 für den Wein aus sechs Gemeinden im Süden des Gebietes eingeführt. 1969 wurde das Gebiet um 20 weitere Gemeinden erweitert. Die neue Abgrenzung erwies sich aber als zu großzügig bemessen, da sie auch den Fuß der Hügel und das darüber liegende Plateau mit einschloss. Diese Lagen lassen sich zwar leichter bewirtschaften, bringen aber keine hochwertigen Weine hervor. Den Steillagen, die aufwändige Handarbeit erfordern, drohte die Aufgabe, womit der Saint-Joseph seine Qualität und Typizität verloren hätte. Daher entschloss man sich zu einer radikalen Umkehr: Im Jahr 1992 wurde das zugelassene Anbaugebiet von 7.500 auf 3.500 Hektar reduziert. Der Saint-Joseph ist damit zu seinen historischen Wurzeln, den Steilhängen des Rhônetals, zurückgekehrt.